# Harrison Ruffin Tyler
Pour les articles homonymes, voir Tyler, Ruffin et Harrison.
Harrison Ruffin Tyler, né le 9 novembre 1928 en Virginie et mort le 25 mai 2025, est un ingénieur chimiste, homme d'affaires et défenseur de l'environnement américain, cofondateur de ChemTreat, Inc., une entreprise de traitement de l'eau.
Petit-fils du dixième président américain John Tyler, il joue un rôle dans la préservation de sites historiques tels que la plantation forestière de Sherwood et Fort Pocahontas.

## Biographie

### Jeunesse et éducation
Harrison Ruffin Tyler est né le 9 novembre 1928 de Susan Ruffin et Lyon Gardiner Tyler. Ses grands-parents paternels étaient Julia Gardiner et le dixième président des États-Unis, John Tyler. Par sa mère, il est un arrière-petit-fils d'Edmund Ruffin et un descendant de Benjamin Harrison V, Robert Carter I et Pocahontas. Elle était enseignante et gardienne des documents historiques de la famille. Malgré ses liens familiaux, Tyler a grandi dans la pauvreté pendant la Grande Dépression.
Harrison R. Tyler, dont le père est décédé quand il était enfant, a été scolarisé à la maison par sa mère, puis a fréquenté les écoles publiques du comté de Charles City. Il a brièvement fréquenté l'école St. Christopher. Il avait un frère aîné, Lyon Gardiner Tyler, Jr. Peut-être grâce à l'amitié de son père avec Franklin D. Roosevelt, Nancy Astor, la vicomtesse Astor a financé les études de Tyler au College de William & Mary avec un chèque de 5 000 $. Il a obtenu un diplôme en chimie en 1949. En raison du manque de possibilités d'emploi en chimie, Tyler a poursuivi ses études à l'Institut polytechnique de Virginie et à l'Université d'État, où il a obtenu un deuxième baccalauréat en génie chimique en 1951.

### Carrière

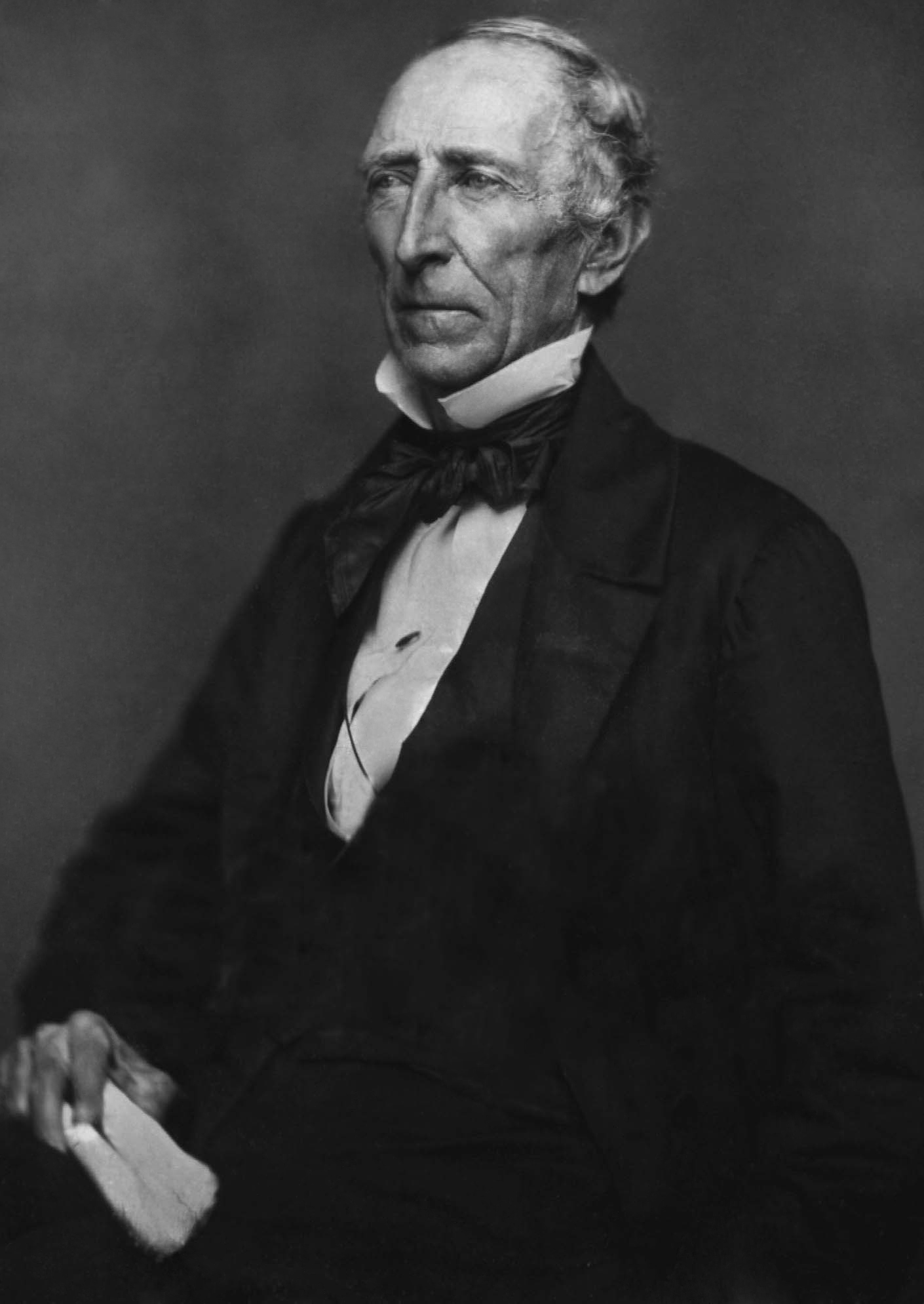
John Tyler, grand-père

Après avoir obtenu son diplôme de Virginia Tech, Tyler travaille comme chef de projet pour Virginia-Carolina Chemical Corporation, où il dirige une usine à Charleston, en Caroline du Sud. Tyler se familiarise avec l'eau douce et apprend à traiter l'eau dure lorsqu'il travaille comme ingénieur de démarrage pour une usine à Cincinnati, Ohio. Il obtient un brevet dans le traitement de l'eau concernant l'aluminium brillant. En 1963, Virginia-Carolina Chemical Corporation est acquise par Mobil. Le changement de culture d'entreprise incite Tyler à quitter l'entreprise et à fonder ChemTreat, Inc. avec son partenaire William P. Simmons. L'entreprise de traitement de l'eau avait son siège social à Glen Allen, en Virginie. Il utilise la chimie pour résoudre les problèmes liés aux systèmes de refroidissement par eau industriels. L'entreprise travaille avec des hôpitaux et le secteur du papier et de la pâte à papier. En 2000, Tyler dirige un programme d’actionnariat salarié dans son entreprise,.ChemTreat est acquis par Danaher Corporation en 2007.

### Vie privée
Tyler et Frances Payne Bouknight de Mulberry Hill Plantation, Johnston, Caroline du Sud ont annoncé leurs fiançailles en 1957,. Le couple a été marié de juillet 1957 jusqu'à sa mort le 8 février 2019 et a eu trois enfants : Julia Gardiner Tyler Samaniego (née en 1958), Harrison Ruffin Tyler Jr. (né en 1960) et William Bouknight Tyler (né en 1961). Ils résidaient à Richmond, en Virginie.
Tyler est un défenseur de la nature. Sa famille a acheté la plantation forestière de Sherwood à des proches en 1975 et a supervisé sa restauration. Tyler a parlé publiquement de l'histoire de sa famille,. En 1996, il achète et soutient financièrement la préservation du Fort Pocahontas. À partir de 1997, Tyler a parrainé des reconstitutions annuelles de la guerre civile américaine à Wilson's Wharf. En 1997, il a collaboré avec le Centre de recherche archéologique William & Mary pour évaluer et faire des recherches sur Fort Pocahontas. En 2001, il a fait don de 5 millions de dollars et de 22 000 livres et documents de son père au département d'histoire du Collège William & Mary. En 2021, le collège a renommé le département Département d'histoire Harrison Ruffin Tyler en son honneur.
Tyler a eu une série de mini-accidents vasculaires cérébraux à partir de 2012 et souffrait de démence depuis 2020. Depuis 2021, il vivait dans une maison de retraite en Virginie et son fils William supervisait la plantation forestière de Sherwood. Il était le dernier petit-fils encore en vie de son illustre grand-père.
Il décède chez lui à Richmond le 25 mai 2025, à l'âge de 96 ans.